# The Man Who Can't Be Moved
The man who can't be moved is de tweede single van de Ierse band The Script, afkomstig van hun debuutalbum The Script. Op het vasteland van Europa is dit de eerste single die aanslaat, nadat hun debuutsingle We cry in Ierland en het Verenigd Koninkrijk al populair was geworden. Met The man who can't be moved scoren ze onder anderen ook in Nederland, waar het nummer door Radio 538 werd verkozen tot Alarmschijf.
Het nummer gaat over een ontmoeting tussen de zanger en een meisje. Hij en het meisje zijn uit elkaar, en hebben totaal geen contact meer met elkaar. Hij heeft er spijt van en gaat wachten bij de hoek waar ze elkaar voor het eerst zagen, in de hoop dat ze, als ze hem mist, daar als eerste heen gaat. Hij denkt misschien beroemd te worden als The man who can't be moved (de man die niet verplaatst kan worden). Hiermee hoopt hij op het nieuws te komen, waar zij hem kan zien, waardoor ze naar hem toe zal komen.

## Videoclip
De videoclip van het nummer werd geplaatst op het officiële YouTube kanaal van The Script op 27 juni. In de clip staat zanger Danny O'Donoghue in een stad afgewisseld met shots van de hele band samen in een parkeergarage. O'Donoghue zit op de stoep, wachtend op het meisje waar hij over zingt. Langzaamaan begint er zich een menigte te ontstaan rond de zanger, waardoor hij zelfs het nieuws haalt en een celebrity begint te worden. Aan het einde van de clip zijn fastmotion scènes te zien van de dagen die voorbijgaan terwijl Danny door weer en wind blijft zitten op de stoep, wachtend op het meisje van zijn dromen.

## Cover
In 2014 bracht Nielson een Nederlandstalige versie uit van het nummer onder de titel De man die niet kan gaan.

## Hitnotering
| The man who can't be moved in de Nederlandse Top 40 - binnen 27 september 2008 | The man who can't be moved in de Nederlandse Top 40 - binnen 27 september 2008 | The man who can't be moved in de Nederlandse Top 40 - binnen 27 september 2008 | The man who can't be moved in de Nederlandse Top 40 - binnen 27 september 2008 | The man who can't be moved in de Nederlandse Top 40 - binnen 27 september 2008 | The man who can't be moved in de Nederlandse Top 40 - binnen 27 september 2008 | The man who can't be moved in de Nederlandse Top 40 - binnen 27 september 2008 | The man who can't be moved in de Nederlandse Top 40 - binnen 27 september 2008 | The man who can't be moved in de Nederlandse Top 40 - binnen 27 september 2008 | The man who can't be moved in de Nederlandse Top 40 - binnen 27 september 2008 |
| Week                                                                           | 1                                                                              | 2                                                                              | 3                                                                              | 4                                                                              | 5                                                                              | 6                                                                              | 7                                                                              | 8                                                                              | 9                                                                              |
| ------------------------------------------------------------------------------ | ------------------------------------------------------------------------------ | ------------------------------------------------------------------------------ | ------------------------------------------------------------------------------ | ------------------------------------------------------------------------------ | ------------------------------------------------------------------------------ | ------------------------------------------------------------------------------ | ------------------------------------------------------------------------------ | ------------------------------------------------------------------------------ | ------------------------------------------------------------------------------ |
| Nummer                                                                         | 26                                                                             | 21                                                                             | 21                                                                             | 19                                                                             | 19                                                                             | 21                                                                             | 30                                                                             | 29                                                                             | uit                                                                            |

### NPO Radio 2 Top 2000
| Nummer met noteringen in de NPO Radio 2 Top 2000 | '11  | '12 | '13 | '14 | '15 | '16 | '17 | '18 | '19 | '20 | '21 | '22 | '23 | '24 |
| ------------------------------------------------ | ---- | --- | --- | --- | --- | --- | --- | --- | --- | --- | --- | --- | --- | --- |
| The Man Who Can't Be Moved                       | 1746 | 380 | 296 | 254 | 251 | 398 | 510 | 547 | 595 | 718 | 839 | 815 | 874 | 811 |

1. ↑  Een vetgedrukt getal geeft de hoogste notering aan.
2. ↑  2011 was het eerste jaar met een notering voor dit nummer.